# The Curse
The Curse es un álbum de estudio de la banda estadounidense de metalcore, Atreyu, lanzado el 29 de junio de 2004 por el sello discográfico Victory Records. Las letras de las canciones fueron escritas por Alex Varkatzas y la música por Dan Jacobs, Travis Miguel y Brandon Saller. La modelo Natalia DeLano aparece en la portada e interior del disco.
Desde su lanzamiento, el disco ha vendido más de 350.000 copias.[cita requerida]

## Lista de canciones
Todas las canciones escritas y compuestas por Atreyu. 
| N.º | Título                                       | Duración |  |
| 1.  | «Blood Children (An Introduction)»           | 1:14     |  |
| 2.  | «Bleeding Mascara»                           | 2:28     |  |
| 3.  | «Right Side of the Bed»                      | 3:42     |  |
| 4.  | «This Flesh a Tomb»                          | 4:00     |  |
| 5.  | «You Eclipsed by Me»                         | 3:40     |  |
| 6.  | «The Crimson»                                | 4:01     |  |
| 7.  | «The Remembrance Ballad»                     | 4:31     |  |
| 8.  | «An Interlude»                               | 2:09     |  |
| 9.  | «Corseting»                                  | 2:12     |  |
| 10. | «Demonology and Heartache»                   | 3:42     |  |
| 11. | «My Sanity on the Funeral Pyre»              | 3:40     |  |
| 12. | «Nevada's Grace»                             | 3:50     |  |
| 13. | «Five Vicodin Chased With a Shot of Clarity» | 4:26     |  |

- La edición limitada de The Curse, que sólo estaba disponible en tiendas Best Buy, incluía un cover de Bon Jovi "You Give Love a Bad Name" (Bonus Track). Estaba limitado a 30.000 copias y tenía otra carátula, que era de color negro. La canción también fue incluida en la versión Japonesa.

- "Right Side of the Bed" aparece en la banda sonora del videojuego Burnout 3: Takedown.

## Edición limitada
El 28 de junio de 2005, se volvió a lanzar una edición limitada de "The Curse", sólo se lanzaron 30 000 copias, cada una numerada, el disco incluye un DVD contiene los siguientes videos de la banda:
- "Ain't Love Grand"
- "Lipgloss and Black"
- "Right Side of The Bed"
- "The Crimson"

## Miembros
- Alex Varkatzas: Vocales
- Marc McKnight: Bajo
- Brandon Saller: Batería y vocales
- Travis Miguel: Guitarra
- Dan Jacobs: Guitarra